# Mārupe
Mārupe (in het Duits: Marienbach) is een stad in de gemeente Mārupe, Letland. Het stad is tevens de hoofdplaats van de gemeente Mārupe. Mārupe is een voorstad van de Letse hoofdstad Riga en is het hoofdkwartier van de Letse Bandy Federatie (Latvijas Bendija Federācija).